# Dirk Dobbrow
Dirk Dobbrow (* 6. Dezember 1966 in Berlin) ist ein deutscher Schauspieler, Schriftsteller und Dramatiker. Unter dem Pseudonym Max Bentow schreibt er Psychothriller.

## Leben
Nach dem Abitur jobbte Dirk Dobbrow als Zeitungsbote, Altenpfleger und Radiosprecher. Außerdem studierte er Schauspiel an der Fritz-Kirchhoff-Schule in Berlin, zu deren Absolventen u. a. Nicolette Krebitz und Thomas Kretschmann gehören. Er war zwei Jahre lang als Schauspieler am Stadttheater Lüneburg engagiert, danach an verschiedenen Theatern in Berlin, darunter an der Vaganten Bühne und am Schlossparktheater.
1994 und 1997 erhielt Dobbrow das Arbeitsstipendium für Schriftstellerinnen und Schriftsteller von der Kulturverwaltung des Berliner Senats. 2003 war er Stipendiat des Deutschen Literaturfonds. 2004 konnte er ebenfalls ein Arbeitsstipendium für Schriftstellerinnen und Schriftsteller von der Kulturverwaltung des Berliner Senats entgegennehmen und 2004/2005 war er Stipendiat der DrehbuchWerkstatt München (an der Hochschule für Fernsehen und Film München).
Dirk Dobbrow lebt als freier Autor in Berlin und schreibt Theaterstücke, Romane und Erzählungen.

## Werke

### Dramen
- Diva, Uraufführung im Schauspielhaus Bochum am 2. März 1996
- Halbwertzeiten wurde als Manuskript 1996 bei Suhrkamp gedruckt
- Late Night, erschien erstmals 1998 (Auflage von 2000: ISBN 3-518-13403-0)
- Legoland, Uraufführung am Kleist-Theater Frankfurt (Oder) am 28. Januar 2000
- Hundemund, Uraufführung des Maxim-Gorki-Theaters (das während der Sanierung 2000 im Schillertheater (Berlin) untergebracht war) am 21. Januar 2000
- Alina Westwärts, veröffentlicht 2002 (ISBN 3-518-13428-0)
- Raus aus hier. Trainieren für Utopia (zusammen mit Falk Richter, Tankred Dorst und Thomas Barsch), Uraufführung durch den Jugendclub JAGO! am Schauspiel Frankfurt am 20. April 2005
- Paradies, Uraufführung an den Bühnen der Landeshauptstadt Kiel am 28. Januar 2005
- Bomber, Uraufführung der Landesbühnen Sachsen im Berufsschulzentrum Kamenz am 2. Dezember 2005
- Streichholzpalast (Die vom Theater der Stadt Aalen für März 2007 geplante Uraufführung wurde verschoben.)
- Volksgefängnis  (Więzienie powszechne), Uraufführung im Teatr Wybrzeze, Danzig, 2. Februar 2008

### Prosa
- Der Mann der Polizistin. Roman. 2001 (hierzu auch Drehbuch)
- Taxi nach Peking. Drehbuch. 2005
- Späte Störung. Roman. 2009, ISBN 978-3-89667-391-6

## Auszeichnungen
- 1996: Nominierung zum Heidelberger Stückemarkt mit Halbwertzeiten
- 1999: Kleist-Förderpreis für junge Dramatiker für Legoland
- 2001: Else-Lasker-Schüler-Stückepreis zur Förderung junger deutschsprachiger Dramatiker für Alina Westwärts
- 2000: Jahresauszeichnung der Zeitschrift Theater heute in der Kategorie Nachwuchsautor des Jahres für Legoland
- 2000:  Nominierung für den Mülheimer Dramatikerpreis bei den 33. Mülheimer Theatertagen mit Legoland
- 2005: Autorenförderpreis der Landesbühnengruppe im Deutschen Bühnenverein für Bomber